# Озёрный (сельское поселение)
Озёрный — административно-территориальная единица (административная территория посёлок сельского типа с подчинённой ему территорией) и муниципальное образование (сельское поселение с полным официальным наименованием муниципальное образование сельского поселения «Озёрный») в составе муниципального района Печора Республики Коми Российской Федерации.
Административный центр — посёлок Озёрный.

## Население
| 2010  | 2011  | 2012  | 2013  | 2014  | 2015  | 2016  |
| ----- | ----- | ----- | ----- | ----- | ----- | ----- |
| 682   | ↘674  | ↗1607 | ↘1603 | ↗1619 | ↘1560 | ↘1520 |
| 2017  | 2018  | 2019  | 2020  | 2021  |       |       |
| ↘1479 | ↘1423 | ↘1345 | ↘1296 | ↘976  |       |       |

В 2007 году численность поселения из одного населённого пункта составляла 819 человек. После объединения поселений, численность населения составила 1610 человек (от данных переписи 2010 года), в том числе: деревня Бызовая — 122 чел., посёлок Кедровый Шор — 223 чел., деревня Конецбор — 191 чел., посёлок Красный Яг — 313 чел., деревня Медвежская — 79 чел., посёлок Озёрный — 682 человек.

## Состав
Состав административной территории и сельского поселения:
| № | Населённый пункт | Тип населённого пункта          | Население |
| - | ---------------- | ------------------------------- | --------- |
| 1 | Озёрный          | посёлок, административный центр | 682       |
| 2 | Бызовая          | деревня                         | ↘122      |
| 3 | Кедровый Шор     | посёлок                         | ↘223      |
| 4 | Конецбор         | деревня                         | 191       |
| 5 | Красный Яг       | посёлок                         | ↘313      |
| 6 | Медвежская       | деревня                         | 79        |

## История
Статус и границы административной территории установлены Законом Республики Коми от 6 марта 2006 года № 13-РЗ «Об административно-территориальном устройстве Республики Коми».
Статус и границы сельского поселения были установлены Законом Республики Коми от 5 марта 2005 года № 11-РЗ «О территориальной организации местного самоуправления в Республике Коми».
Изначально в состав сельского поселения входил только посёлок Озёрный. В 2011 году сельские поселения Красный Яг и Кедровый Шор были упразднены, а их населённые пункты вошли в состав сельского поселения «Озёрный».

## Достопримечательности
Близ деревни Бызовая находится палеолитическая стоянка древнего человека Бызовая, где, возможно, обитали неандертальцы.